# Modernidad
La Modernidad es una categoría que hace referencia a los procesos sociales e históricos que tienen sus orígenes en Europa a partir de la emergencia ocasionada desde el Renacimiento. El movimiento propone que cada ciudadano (hombre libre) fije sus metas según su propia voluntad. Esta se alcanza de una manera lógica y racional, es decir, sistemáticamente dándole sentido a la vida. Por cuestiones de manejo político y de poder, se trata de imponer la lógica y la razón, negándose a la práctica de los valores tradicionales o impuestos por la autoridad.
La Modernidad es un periodo que principalmente antepone la razón sobre la religión. Se crean instituciones estatales que buscan que el control social esté limitado por una constitución y a la vez se garantizan y protegen las libertades y derechos de todos como ciudadanos. Surgen nuevas clases sociales que permiten la prosperidad y la movilidad de clases. Se industrializa la producción para aumentar la productividad y desarrollar la economía. Se caracteriza por ser una etapa de actualización y cambio permanente.

## Significado
Para comprender los axiomas de la Modernidad, se debe analizar la característica principal del Renacimiento, ya que este período es un puente  entre las dos épocas. El Renacimiento marca al ser humano como un individuo simbólico, es decir, su propia base de creencias y que el significado cognitivo textual mayor o bien dicha comprensión del mundo está basada en la religión. En cambio, en la Modernidad se abandona la creencia de que todo puede ser explicado mediante la religión, y se procede a elaborar explicaciones científicas de los fenómenos.
El significado de Modernidad básicamente reside en un nuevo comportamiento (un ethos) del hombre frente a su vida. Este nuevo ethos reside en la confianza que tiene el ser humano para apropiarse de la naturaleza por medios productivos científico-tecnológicos; es decir, los medios productivos dejaran de aparecer como dados y sagrados, ahora son reconocidos como producidos por los hombres mismos.
Analizada la contraposición entre Renacimiento y Modernidad se puede dar paso a definir y explicar esta etapa. La Modernidad es entendida como un proceso de cambios que buscan homogeneizar a la sociedad. Da paso a la creación de individualidades y permite que los hechos y objetos se hagan de conocimiento y apropiación universal. Se la considera como un proceso que necesita una actualización permanente.
La Modernidad es similar al concepto kantiano de Ilustración (la «mayoría de edad» del individuo, que ejerce su razón de forma autónoma: el Sapere aude), y antes que esta al antropocentrismo humanista del Renacimiento (por ejemplo la Oratio de hominis dignitate de Pico della Mirandola), que fue muy importante, para entender la diferente concepción de lo nuevo entre la Edad Media y la Edad Moderna, y el debate de los antiguos y los modernos.
La modernidad es un cambio ontológico del modo de regulación de la reproducción social basado en una transformación del sentido temporal de la legitimidad. En la modernidad el porvenir reemplaza al pasado y racionaliza el juicio de la acción asociada a los hombres. La modernidad es la posibilidad  reflexiva de cambiar las reglas del juego de la vida social. La modernidad es también el conjunto de las condiciones históricas materiales que permiten pensar la emancipación conjunta de las tradiciones, las doctrinas o las ideologías heredadas, y no problematizadas por una cultura tradicional.
También se ha introducido el término transmodernidad para el mundo caracterizado por la globalización.
La Edad Moderna estaría situada entre la Edad Media y la Contemporánea. Pero es desde la segunda mitad del siglo XV cuando se comienza a utilizar el concepto de Edad Media para señalar un segundo período, ya superado, de la historia de la humanidad. El advenimiento de la Modernidad es, sin embargo, un proceso lento, que dura siglos; el Renacimiento, como hemos visto, sería ese primer paso, el que marca la separación con la época posterior. Por Modernidad entendemos, por lo tanto, una serie de rasgos, de características, que definen a dicho periodo, y que suponen una cierta ruptura, la aparición de un nuevo clima intelectual. Hitos históricos como la conquista de América, la invención de la imprenta, el fortalecimiento de la burguesía, la escisión de la Iglesia a partir de la Reforma impulsada por Lutero y el progresivo distanciamiento entre poder político y poder religioso, entre razón y fe, pueden ayudar a comprender el espíritu de la época moderna.

### Orígenes
La Modernidad surge en el siglo XV después de que se provocaran cambios emblemáticos a nivel mundial como: la Conquista de América por los europeos, el desarrollo de la imprenta, la Reforma Protestante, el Renacimiento y la Revolución Científica. Según qué acepciones, solo se alcanza plenamente tras la transformación de la sociedad preindustrial, rural, tradicional, en la sociedad industrial y urbana moderna que se produce con la Revolución industrial y el triunfo del capitalismo.
La superación de la sociedad industrial por la sociedad postindustrial se ha dado en llamar posmodernidad. La crisis de la modernidad comenzó hacia el final de la Primera Guerra Mundial cambiando la mentalidad y las conciencias así como otros profundos cambios sociales que derivaron en cambios políticos.

## Impacto social
La Modernidad promueve transformaciones en la organización de las naciones. Se secularizaron los estados para dar paso al poder republicano, la racionalidad administrativa y la industrialización. Además, con la aparición de los Estados nación se deben reorganizar los territorios y se procede a la creación de la urbe, para conseguir un desarrollo industrial capitalista y un progreso económico y tecnológico.
Debido a la creación de la urbe el poder republicano debe establecer una constitución que encierra el conjunto de leyes que controlan la sociedad. Para que se facilite este control se crean tres poderes estatales que ejerzan las leyes en la ciudadanía: el poder ejecutivo, el poder legislativo y el poder judicial. Cada uno de estos posee una función específica: el primero se encarga de dictar las leyes que conforman la constitución, el segundo de aprobar dichas leyes, y el tercero de administrar la justicia en la sociedad mediante la aplicación de la constitución.
La racionalidad administrativa permite que nazca una nueva clase social: la burguesía; misma que trabaja en las diferentes entidades públicas y colabora con el Estado para ejercer y hacer cumplir la constitución, es decir, las leyes que demuestran el poder del estado mediante el orden y el control.
La industrialización es el proceso que busca expandir la economía de un lugar específico mediante el desarrollo industrial. Comenzó con el modelo T de Henry Ford, el cual operativiza la producción de bienes comerciales (transformar la materia prima en productos terminados), permitiendo un ahorro de tiempo y un incremento en las ganancias. La industrialización, representó un cambio tecnológico y económico significativo para el Estado; en cambio, para la población una oportunidad utópica de bienestar y prosperidad; puesto que su remuneración económica y sus condiciones laborales no eran ecuánimes. Este sector de la población conformó al proletariado: clase social encargada de la producción masiva de bienes comerciales en las fábricas.

## Impacto educativo
La Modernidad en el plano educativo viene a ser lo que Gustav Wyneken llamaría "un fenómeno típico de una época de transición: una época de disolución y nueva formación", en la que las exigencias de la industrialización y las ideas renacentistas convierten a la educación en una oportunidad para acceder a una mejor calidad de vida.  Esta visión trae consigo la ruptura de esquemas tradicionales de transmisión del conocimiento dando lugar a lo que posteriormente llamarían "sociedad de la información".